# سديد الملك
سديد الملك ثعبان بن محمد بن ثعبان كان الحاكم الفاطمي لحلب في الفترة ما بين 27 تموز 1024 و30 حزيران 1025. كان ثعبان قائدًا بربريًا كتاميًا متمركزًا في القاهرة حتى عيّنه الخليفة الظاهر (حكم من عام 1021 إلى عام 1036) ليحل محل شقيقه سند الدولة الحسن، حاكمًا على حلب بعد وفاة الحسن بسبب المرض. وقد أُعطي ثعبان لقب سديد الملك. وقد وصف المؤرخ سهيل زكار حكمه لحلب بأنه "غير شعبي".
في عام 1024م بدأ صالح بن مرداس، زعيم بني كلاب، محاولاته للسيطرة على حلب. اشتبكت قواته بشكل متقطع مع قوات ثعبان بدءًا من تشرين الأول 1024، وفي 22 تشرين الثاني، حاصر صالح نفسه المدينة. بعد أسابيع من الاشتباكات العنيفة، تعرض ثعبان للخيانة من سالم بن مصطفى، رئيس أحداث حلب (الميليشيا الحضرية)، الذي فتح بوابة باب قنسرين في حلب لصالح. دخل الأخير حلب في 18 كانون الثاني 1025، مما دفع ثعبان إلى تحصن نفسه في القصر السابق لعزيز الدولة عند سفح قلعة حلب. وبحلول 30 حزيران، استولت قوات صالح على القصر والقلعة، وألقت القبض على ثعبان. وعندما عاد صالح إلى حلب في أيلول، أطلق سراح ثعبان مقابل مبلغ من المال، لكنه أعدم القائد الفاطمي للقلعة موسوف.

## فهرس
- Amabe، Fukuzo (2016). Urban Autonomy in Medieval Islam: Damascus, Aleppo, Cordoba, Toledo, Valencia and Tunis. Leiden: Brill. مؤرشف من الأصل في 2025-04-29.
- Zakkar، Suhayl (1971). The Emirate of Aleppo: 1004–1094. Aleppo: Dar al-Amanah. مؤرشف من الأصل في 2024-12-26.

| سبقه سند الدولة الحسن بن محمد | أمير حلب الفاطمي تموز 1024–حزيران 1025 م | تبعه صالح بن مرداس |